# Basey
Basey (español y Leyte-samareño: Basáy) es un municipio de la provincia de Sámar en las Filipinas. Según el censo de 2000, poseía una población de 43.809 personas. 
La ciudad se pronuncia Basay, que en lengua Waray significa “bonito”. Fue la capital de Leyte durante el periodo americano. 

## Barangays
Basey se divide en 51 barangays.
| - Amandayehan - Anglit - Bacubac - Baloog - Basiao - Buenavista - Burgos - Cambayan - Can-abay - Cancaiyas - Canmanila - Catadman - Cogon - Dolongan - Guintigui-an - Guirang - Balante | - Iba - Inuntan - Loog - Mabini - Magallanes - Manlilinab - Del Pilar - May-it - Mongabong - New San Agustín - Nouvelas Occidental - Nouvelas Oriental - Old San Agustín - Panugmonon - Pelit - Baybay (Pob.) - Buscada (Pob.) | - Lawa-an (Pob.) - Loyo (Pob.) - Mercado (Pob.) - Palaypay (Pob.) - Sulod (Pob.) - Roxas - Salvación - San Antonio - Sawâ - Serum - Sugca - Sugponon - Tinaogan - Tingib - Villa Aurora - Binongtu-an - Bulao |